# Arrecife

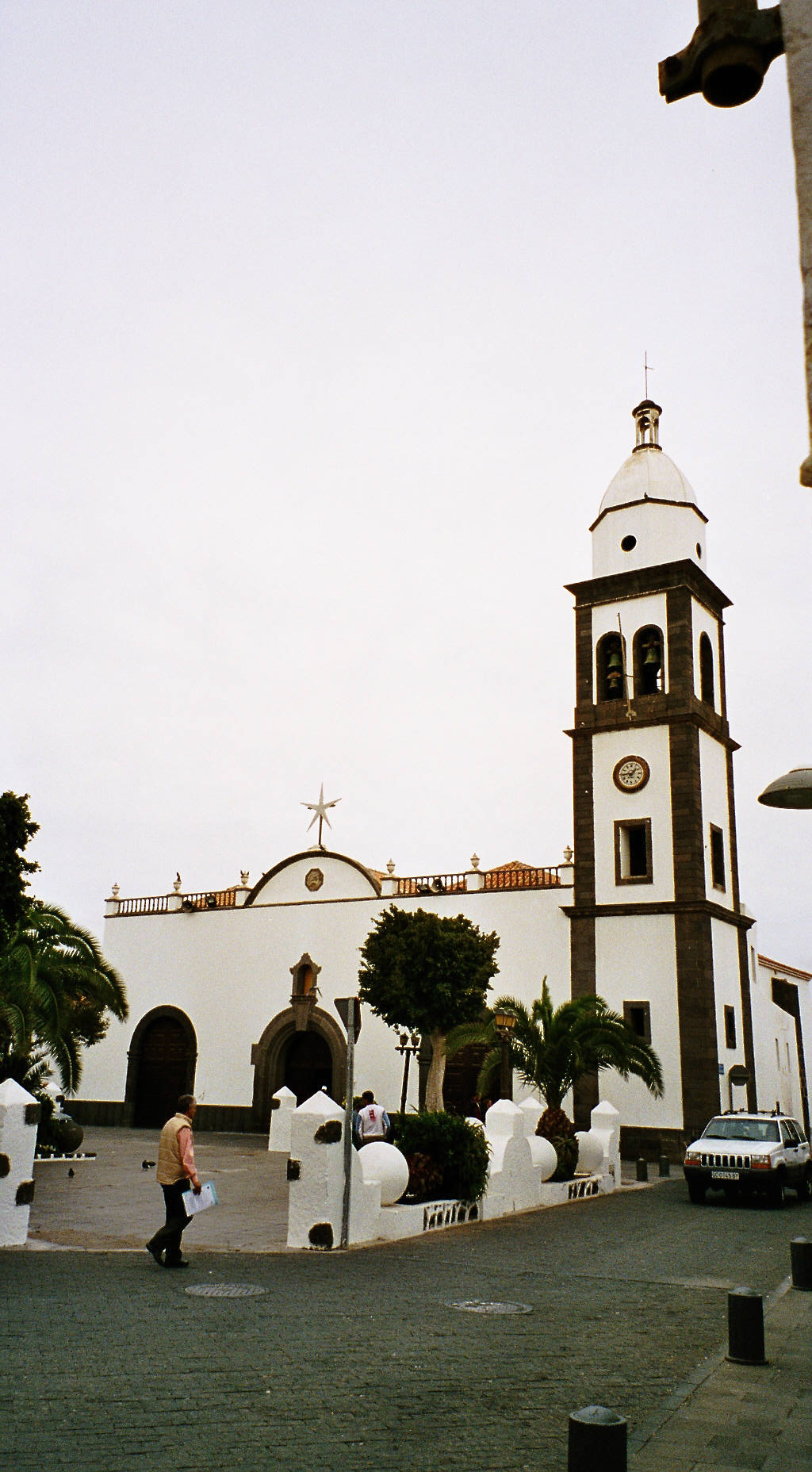
Église San Ginés d'Arrecife.

Arrecife est une commune de la province de Las Palmas dans la communauté autonome des Îles Canaries en Espagne. Elle est située à l'est de l'île de Lanzarote dont elle est la capitale.
À Arrecife se trouve la plus grande flotte de bateaux de pêche des îles Canaries. Arrecife possède un aéroport (code AITA : ACE).

## Géographie

### Localisation

Localisation de l'île de Lanzarote dans les Îles Canaries.
Localisation d'Arrecife dans l'île de Lanzarote.

|               | Teguise          | Teguise          |
| San Bartolomé | Arrecife         |                  |
|               | Océan Atlantique | Océan Atlantique |

### Transports et communications
Arrecife est situé dans une position centrale sur un grand nombre de routes principales terrestre de Lanzarote. La route LZ-2 relie la capitale avec le sud de l'île, direction Yaiza, et la LZ-20 avec l'intérieur, de la ville de Tinajo. Les deux ont des sections d'autoroute. La route LZ-1 se connecte Arrecife avec le nord de Lanzarote.
Le transport public urbain est effectué par quatre lignes d'autobus. En outre, la ville est le point de départ de la plupart des routes interurbaines des transports en commun de l'île.
L'aéroport de Lanzarote est à 5 km d'Arrecife, à Playa Honda, situé dans la municipalité de San Bartolomé.
Le port de Arrecife, connu sous le nom de Los Mármoles, relie par la mer les îles de Tenerife, Grande Canarie et Fuerteventura. En outre, il y a des routes maritimes avec le port de Cadix. C'est le principal point d'entrée des marchandises sur l'île, et au cours des dernières années, il est devenu le deuxième port dans le trafic de croisière aux Canaries, seulement dépassé par le port de Santa Cruz de Tenerife.

## Histoire

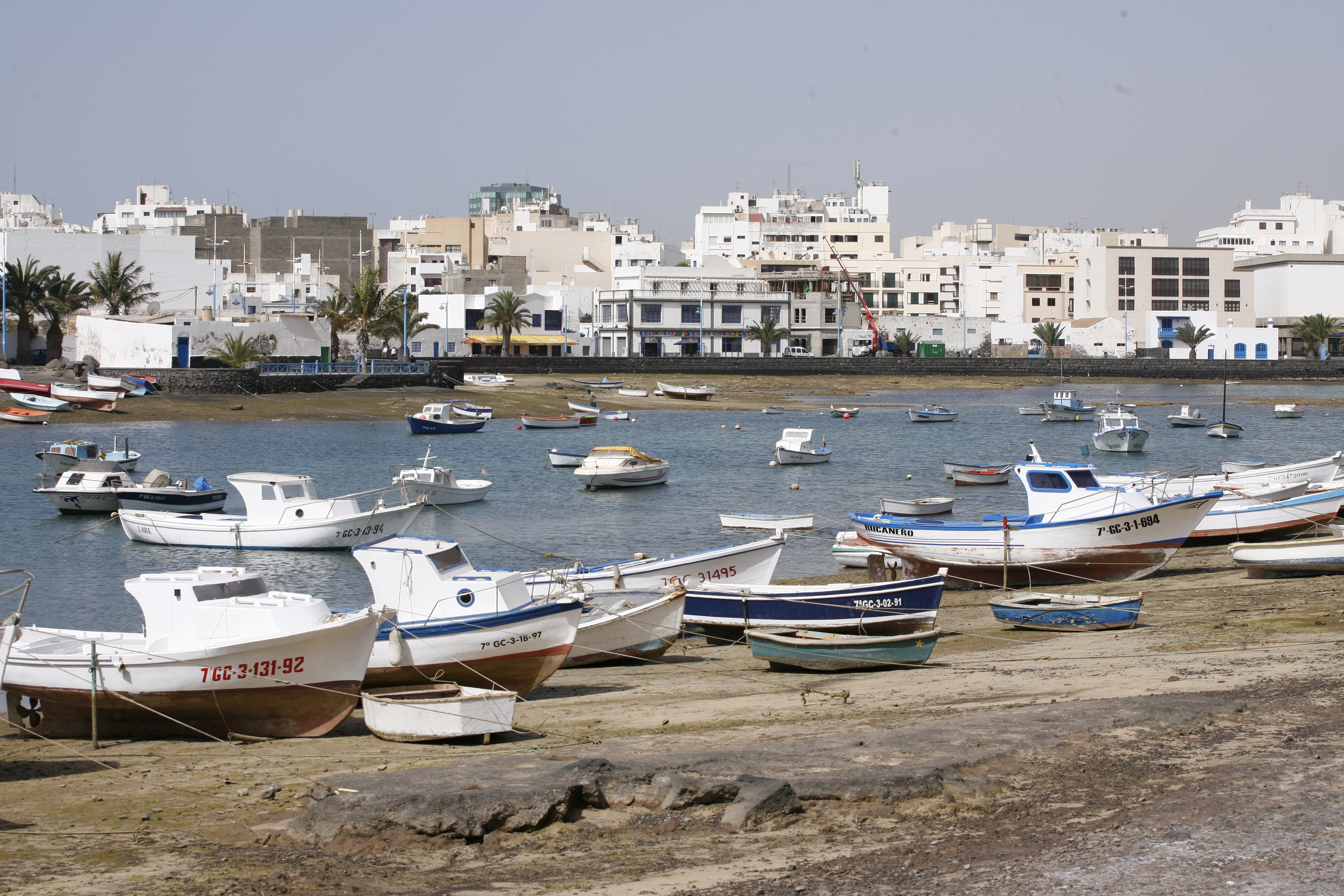
Charco de San Ginés, entrante de agua marina que penetra en la ciudad de Arrecife

Arrecife est mentionnée pour la première fois au XVe siècle en tant que petit village de pêcheurs. Elle doit son nom aux récifs noirs volcaniques derrière lesquels les bateaux ont pu s'abriter lors des attaques des pirates.
Vers la fin du XVIe siècle, Arrecife commence à se développer car il fallait construire des entrepôts pour le commerce avec le nouveau monde. Arrecife devient une cible convoitée par les pirates. En 1571 le redoutable pirate Dogan pille et détruit presque entièrement la petite ville portuaire.
Quelques années plus tard, les travaux pour la construction du fort Castillo de San Gabriel commencent sur la petite île avancée de Islote de Fermina. Mais en 1586 le pirate Morato Arraez pille à nouveau la ville et détruit par la même occasion le premier fort construit en 1574. Le fort actuel[pas clair], Castillo de San Gabriel, est commandé par le roi Philippe II d'Espagne.
En 1776 est construit le fort Castillo de San José sur ordre du roi Charles III d'Espagne. Il se situe sur la presqu'île de Cueva de Inés et est surnommé "château de la faim" par les autochtones car le roi ordonne sa construction pour redonner du travail à la population après les importantes éruptions volcaniques du milieu de XVIIIe siècle qui causent beaucoup de dégâts.
Il n'y a ensuite plus d'attaques de pirates et le Castillo de San José perd de son importance. En 1976, il est restauré par l'artiste et architecte César Manrique, né à Arrecife, qui le transforme en musée d'Art contemporain.
En 1964, est construite la première usine de dessalement de l'eau de mer de Lanzarote.

## Culture et fêtes

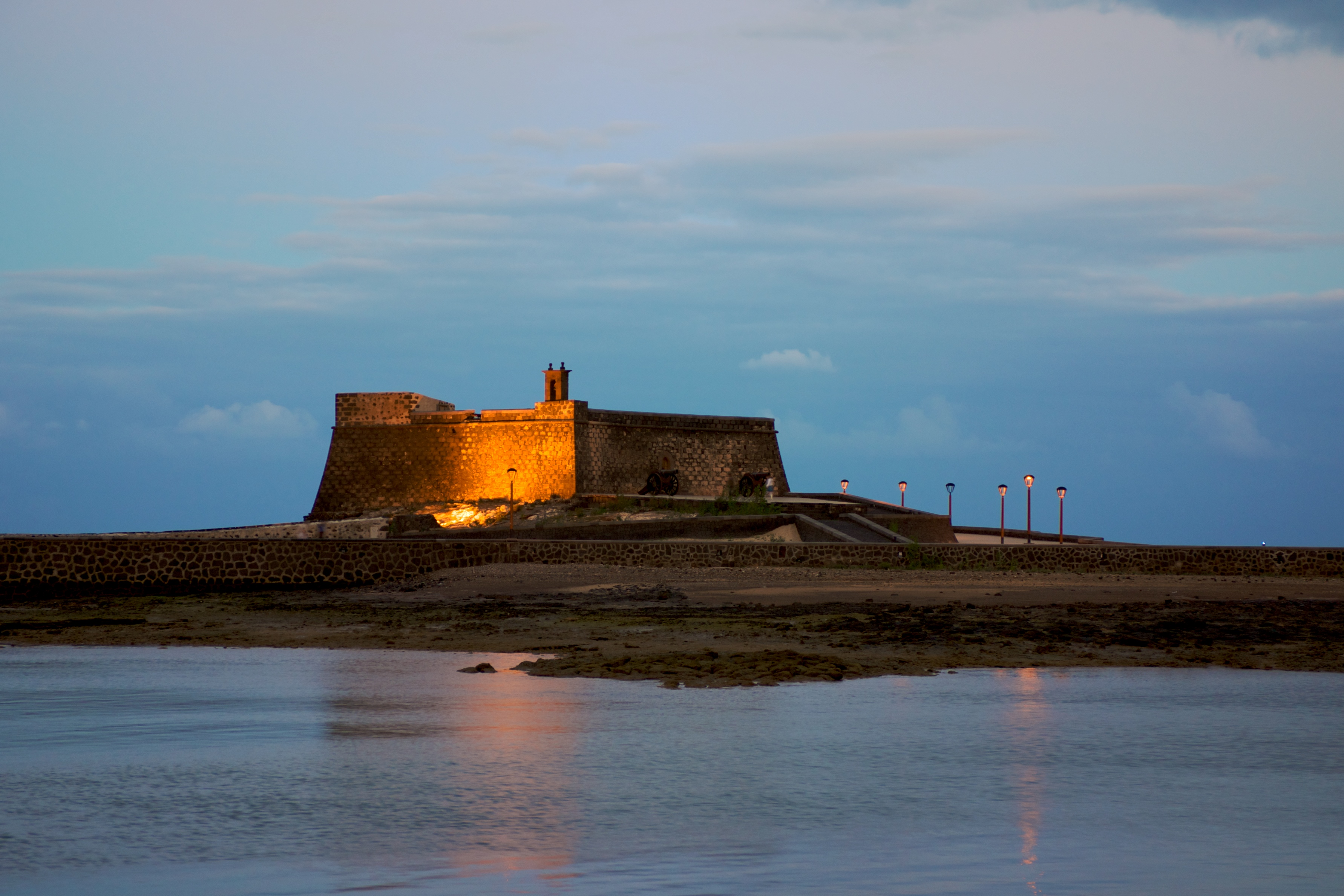
Castillo de San Gabriel

La culture traditionnelle d'Arrecife est d'origine marine, en raison de l'histoire de la ville. Malgré le développement et la modernisation au cours des dernières années, il reste encore vivace grâce à des groupes folkloriques comme la Parranda Marinera de Los Buches, des jeux traditionnels comme jolateros (wafers[Quoi ?] construits avec des boîtes de conserve) et course de bateaux à voile latine.
Des festivités ont lieu le 25 août en l'honneur de San Ginés. Il y a aussi le Carnaval de Arrecife. Au cours de la célébration du Corpus Christi, les rues du centre-ville sont tapissées de sel.

## Sites et monuments
- Sur le territoire de la commune se trouve l'une des plus grandes cavités naturelles dans la lave, le Complejo de la Cueva de los Jameos - Verdes avec 6 100 mètres de développement et 300 mètres de dénivelé.
- Église Iglesia San Ginés (1798)
- Château San Gabriel (XVIe siècle), musée archéologique et ethnographique.
- Château San José (XVIIIe siècle), restauré par César Manrique et transformé en musée d'Art contemporain.
- Baie de Arrecife
- Casa de los Arroyo
- Salinas de Naos
- Salinas de Bufona
- église de San Ginés de Clermont

## Jumelage
- Brésil: Recife, (depuis 2010)

## Personnalités célèbres
- Blas Cabrera (1878-1945), chimiste.
- Pancho Lasso (1904-1973), sculpteur.
- César Manrique (1919-1992), peintre, sculpteur et architecte.
- Juan Brito Martín (né en 1919), folkloriste et artisan.
- Rosana (né en 1963), chanteuse.
- Goya Toledo (née en 1969), actrice.

## Sports
L'équipe de football représentant la ville est l'Unión Deportiva Lanzarote, qui jouent dans le Troisième Division d'Espagne et joue ses matchs à domicile à la Ciudad Deportiva de Lanzarote.